# Olle Ohlson
Olov Axel Herman Ohlson, detto Olle (Stoccolma, 18 giugno 1921 – Stoccolma, 12 maggio 1983), è stato un pallanuotista svedese che ha partecipato alle Olimpiadi estive del 1948.